# Comercial Atlético Clube (Espírito Santo)
O Comercial Atlético Clube, conhecido como Comercial de Alegre, foi um clube de futebol brasileiro de Alegre no estado do Espírito Santo. Suas cores são preto e branco.

## Campanhas de destaque
- Vice-campeão Capixaba - Série B: 1992.

## Estádio Arsílio Caiado Ferreira
Conhecido como Campo do Comercial, foi inaugurado em 3 de março de 1929 na administração do Presidente Arsílio Caiado Ferreira (que dá nome ao estádio). Foi reconstruído entre 1996 e 1997 na administração do Presidente Mário Cezar Machado (Marinho), em virtude dos danos causados pelas enchentes de 31 de dezembro de 1995. Teve seu serviço de iluminação inaugurado em 8 de maio de 1998 também na administração do Presidente Marinho.